# Dolná Trnávka
Dolná Trnávka – wieś (obec) na Słowacji położona w kraju bańskobystrzyckim, w powiecie Żar nad Hronem. Pierwsze wzmianki o miejscowości pochodzą z roku 1388. 
Według danych z dnia 31 grudnia 2012, wieś zamieszkiwały 343 osoby, w tym 185 kobiet i 158 mężczyzn.
W 2001 roku rozkład populacji względem narodowości i przynależności etnicznej wyglądał następująco:
- Słowacy – 99,44%
- Czesi – 0,28%
- Morawianie – 0,28%

Ze względu na wyznawaną religię struktura mieszkańców kształtowała się w 2001 roku następująco:
- Katolicy rzymscy – 91,9%
- Ewangelicy – 0,84%
- Ateiści – 6,98%
- Nie podano – 0,28%